# Tsunami-bombe
Tsunami-bombe, et våben man påbegyndte udviklingen af under anden verdenskrig men som aldrig blev færdigbehandlet.  
Arbejdet blev udført af  videnskabsmænd  og teknikere fra henholdsvis det amerikanske og  new zealandske militær.  
Bomben var et tektonik-våben, som kunne udløse en destruktiv  tsunami. Projektet fik kodenavnet Project Seal og blev udført i perioden 1944-1945.

## Projekt
Projektet blev igangsat efter at den amerikanske flådeofficer E.A. Gibson havde observeret at mindre bølger opstod efter eksplosioner i forbindelse med at fjerne koralrev.
De kommende afprøvninger blev ledet af professor Thomas Leech fra University of Auckland og fandt sted ved Whangaparaoa ved Auckland, New Zealand samt ved New Caledonia. 
Våbnet blev kun testet ved anvendelse af mindre mængder sprængstof og aldrig i fuld skala.
Antallet af prøveeksplosioner var 3.700, som blev udført over en periode på syv måneder.

## Konklusion
De udførte test konkluderede at en enkelt eksplosion ikke ville udløse en tsunami.
Det ville være nødvendigt at anvende 2.000 tons sprængstof. anbragt ca. otte kilometer fra kysten, for at skabe en destruktiv tsunami.